# 2010년 동계 올림픽 프랑스 선수단

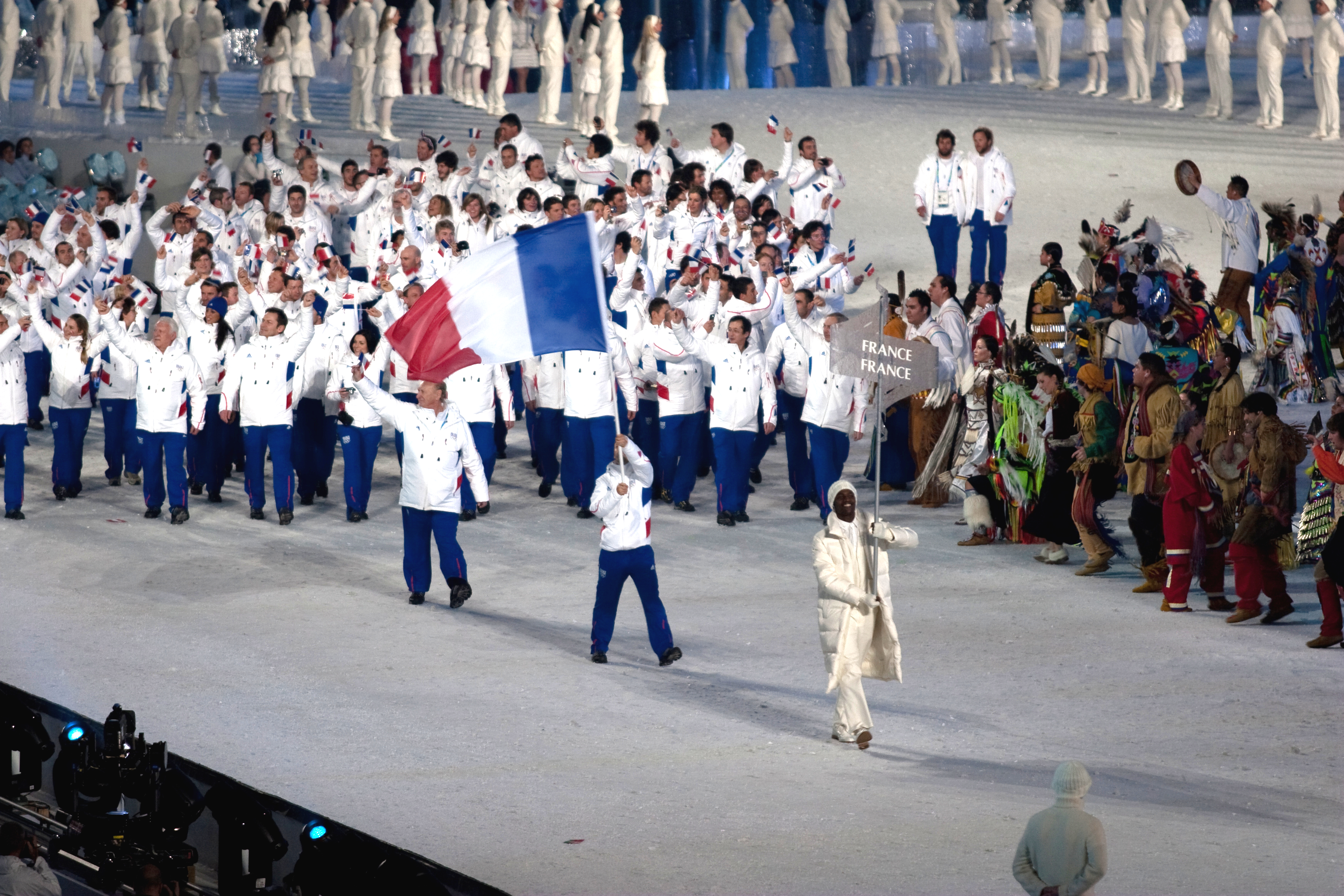

2010년 동계 올림픽 프랑스 선수단은 캐나다 밴쿠버에서 개최된 2010년 동계 올림픽에 참가한 올림픽 프랑스 선수단이다.

## 메달리스트
| 메달   | 이름                                              | 종목            | 세부종목             |
| ------ | ------------------------------------------------- | --------------- | -------------------- |
| 금메달 | 뱅상 제                                           | 바이애슬론      | 남자 스프린트        |
| 금메달 | 자송 라미샤퓌                                     | 노르딕 복합     | 노멀힐 10 km 개인    |
| 은메달 | 데보라 앙토니오즈                                 | 스노보드        | 스노보드 크로스      |
| 은메달 | 마르탱 푸르카드                                   | 바이애슬론      | 남자 집단출발        |
| 은메달 | 마리로르 브뤼네 실비 베카르 마리 도랭 상드린 바이 | 바이애슬론      | 여자 계주            |
| 동메달 | 뱅상 제                                           | 바이애슬론      | 남자 추적            |
| 동메달 | 마리 도랭                                         | 바이애슬론      | 여자 스프린트        |
| 동메달 | 마리로르 브뤼네                                   | 바이애슬론      | 여자 추적            |
| 동메달 | 토니 라무앙                                       | 스노보드        | 남자 스노보드 크로스 |
| 동메달 | 마리옹 조스랑                                     | 프리스타일 스키 | 여자 스키 크로스     |
| 동메달 | 마티외 보제토                                     | 스노보드        | 남자 평행대회전      |